# Habartice (Krupka)
Habartice (německy Ebersdorf) jsou zaniklá vesnice, která stála ve stejnojmenném katastrálním území o výměře 12,76 km² asi 4,5 kilometru severně od Krupky v okrese Teplice na severu Čech.

## Historie
První písemná zmínka o obci pochází z roku 1363. Od roku 1347 je majitelem obce připomínán jistý Anselm z Habartic. Roku 1376 poté ves přechází pod Koldice z nedaleké Krupky. Roku 1590 získali obec pro své chlumecké panství Kölblové.
Obyvatelé této rozlehlé a úhledné obce zprvu pracovali jako lesníci a horníci v nedalekých rudných dolech v Telnici a Krupce. Po útlumu těžby se poté živili převážně jako řemeslníci a hospodáři. Ženy se zabývaly pletením slaměných klobouků a výrobou stávkového zboží.
Během bitvy u Chlumce se zde asi hodinu zdržel i císař Napoleon Bonaparte předtím, než odjel sledovat průběh bitvy k nakléřovskému kostelíku. Na místní faře pak dlouhá léta příchozím ukazovali stůl u kterého císař seděl a iniciály na dveřích „N. B.“, které zde vyryl jeho pobočník.
Podle sčítání lidu z roku 1843 zde v žilo ve 203 domech 1226 obyvatel. Počet obyvatel poté mírně klesl a podle záznamů z roku 1900 zde žilo už jen 954 Němců a 4 Češi. V roce 1913 zde byla provedena nákladná oprava obecné školy. Roku 1921 postaven obecní dům a rok poté zavedeno veřejné elektrické osvětlení. V roce 1923 místní odhalili pomník obětem první světové války. K rozvoji obce v dalších letech pomohla i výstavba silnice na Krásný les a do Německa.
Po odsunu německého obyvatelstva zůstala vesnice z velké části neobydlená. Přistěhovalo se sem sice několik českých rodin, i tak ale rozlehlá a převážně neobydlená obec postupně pustla. V 50. letech bylo rozhodnuto o násilném vystěhování místních obyvatel a celá vesnice byla následně spolu s okolními obcemi zbořena československou armádou. Z celé vsi zůstala stát jen jediná patrová budova (sídlo celní správy) nacházející se za kostelem na návrší směrem na Komáří vížku.
V současnosti se zde nachází jen několik chalup a v lesíku v místech, kde kdysi stával kostel, opuštěný hřbitov. Budova celní správy po odchodu celníků postupně chátrala a celý rozlehlý objekt je v současnosti již bez střechy.[kdy?]
Místo je turisticky hojně vyhledávané. Vede tudy Krušnohorská magistrála, která slouží běžkařům i cyklistům. Území obce se nachází v přírodním parku Východní Krušné hory s množstvím chráněných živočichů a rostlin.

## Obyvatelstvo
Při sčítání lidu v roce 1921 ve vsi žilo 832 obyvatel (z toho 392 mužů), z nichž bylo sedm Čechoslováků, 824 Němců a jeden cizinec. Kromě jednoho evangelíka a jednoho člena nezjišťovaných církví byli římskými katolíky. Podle sčítání lidu z roku 1930 měla vesnice 771 obyvatel: osm Čechoslováků, 757 Němců a šest cizinců. Většina (762 lidí) se hlásila k římskokatolické církvi, ale kromě ní bylo sedm lidí bez vyznání a po jednom zástupci měly evangelické a jiné nezjišťované církve.
|           | 1869  | 1880  | 1890 | 1900 | 1910 | 1921 | 1930 | 1950 | 1961 | 1970 | 1980 | 1991 | 2001 | 2011 |
| --------- | ----- | ----- | ---- | ---- | ---- | ---- | ---- | ---- | ---- | ---- | ---- | ---- | ---- | ---- |
| Obyvatelé | 1 236 | 1 189 | 992  | 954  | 957  | 832  | 771  | 3    | .    | .    | .    | .    | .    | .    |
| Domy      | 209   | 226   | 230  | 217  | 211  | 208  | 203  | 124  | .    | .    | .    | .    | .    | 1    |

## Pamětihodnosti
- Kostel svatého Havla pocházel z roku 1783. Do něj byl zavěšen zvon z tehdy zchátralé kaple Navštívení Panny Marie na Mariánské skále v Ústí nad Labem (dnes už neexistující). Zvon pořídil zvonař Jan Baltazar Crommel z Ústí nad Labem roku 1714. Dnes je nezvěstný.[7]
- Památník obětem první světové války
- Kamenný krucifix u chalupy směrem na Komáří vížku